# Лез-Эглиз-д’Аржантёй
Лез-Эгли́з-д’Аржантёй (фр. Les Églises-d’Argenteuil) — коммуна во Франции, находится в регионе Пуату — Шаранта. Департамент коммуны — Приморская Шаранта. Входит в состав кантона Сен-Жан-д’Анжели. Округ коммуны — Сен-Жан-д’Анжели.
Код INSEE коммуны — 17150.

## Население
Население коммуны на 2010 год составляло 539 человек.
| 1962 | 1968 | 1975 | 1982 | 1990 | 1999 | 2010 |
| ---- | ---- | ---- | ---- | ---- | ---- | ---- |
| 579  | 572  | 518  | 530  | 545  | 507  | 539  |